# Ibáñez (Buenos Aires)
Ibáñez es una localidad del partido de General Belgrano, en la provincia de Buenos Aires, Argentina.

## Ubicación
Se encuentra sobre la ruta provincial 29, a 31 km de General Belgrano.
Se ubica sobre las vías del Ferrocarril General Roca en el ramal entre Chas y Ayacucho contando con su estación homónima.

## Población
Durante los censos nacionales del INDEC de 2001 y 2010 fue considerada como población rural dispersa.